# 行歌坐月 (侗族)
行歌坐月亦称行歌坐夜，是侗族青年男女的傳統恋爱社交活动。因地區不同，又可細分成兩種方式：一種是「走寨」，流行於侗語南部方言區；一種是「玩山」，流行於北部方言區。

## 南部地區
在黔东南的南部地区，侗族男女青年在行歌坐月时，一般喜欢聚集在寨子中间的“月堂”里。“月堂”本是寨子中的一间公房，一般是不经过装饰的一幢低矮的吊脚楼，其间故着一排排长板凳。带头的小伙叫“老叫雀”，领唱的姑娘叫“朵”。先是各人表示谦让的独唱，后进行盘歌，其内容多是天文地理、历史事件、名人典故、风土人情、花鸟鱼虫等。通过对歌，姑娘了解男方的性格、爱好、情操和理想。其问，若两人互相爱慕，便悄悄离开集体，走出“月堂”，到寨子的竹林、树林，或别的幽静的地方去“行歌坐月”。

## 北部地區
黔东南北部的侗族在“行歌坐月”时，与南部侗族略有差异。男女青年相邀“行歌坐月”在节日或逐场时开始。双方离开草坪或场坝，来到树下或街边幽静处，约定“行歌坐月”的时间，称为“讲日子”。日子“讲”的多半是白天，地點在什么路口或山头上。“讲”的日子到了，男女双方都穿着新衣盛装，并打着洋布伞去赴约。初会时，唱的是初会歌；二次相会时就改唱相会歌，几次约会之后便唱四季歌。在约会中，若对方迟到，早到的一方又等不耐烦了，便摘下一束树叶来，丢在路边显眼的地方，让对方来后，知道自己已经走了。在“行歌坐月”中，姑娘不接受对方金钱、衣料或其他馈赠，定婚时也不接受“定婚礼”，只赠信物，一般小伙子送姑娘一块包头布，姑娘送对方一块侗锦。